# Georges-Frédéric de Nassau-Siegen
Georges Frédéric Louis de Nassau-Siegen, appelé "Fritz", (23 février 1606 à Dillenburg - 2 octobre 1674 à Berg-op-Zoom) est comte de Nassau-Siegen (à partir de 1664, prince de Nassau-Siegen), comte de Katzenelnbogen, Vianden et Diez, baron de Beilstein.

## Biographie
Georges Frédéric est le fils de Jean VII de Nassau-Siegen (1561-1623) et de sa seconde épouse, la princesse Marguerite de Schleswig-Holstein-Sonderbourg (1583-1658).
Il est soldat et devient le 19 novembre 1627 capitaine (Hauptmann) de l'infanterie des Provinces-Unies. Le 3 janvier 1633, il est Rittmeister de la cavalerie. Le 9 janvier 1637, il retourne en tant que Major de l'infanterie, où il est promu Oberst, le 8 janvier 1642. Du 30 octobre 1648 à 1658, Georges Frédéric est Stathouder de Rheinberg. Le 25 octobre 1658, il devient gouverneur de Berg op Zoom. En 1651, il devient chevalier de l'ordre le plus élevé du Danemark, de l'Ordre de l'Éléphant. De 1638, jusqu'à sa mort, après une blessure sur le champ de bataille en 1674, il est maître de Nassau-Siegen et successeur de Jean VIII de Nassau-Siegen.
Le 4 juin 1647, il épouse Mauritia Éléonore de Portugal (en) (1609-1674) à La Haye. Le couple reste sans enfant.
Georges Frédéric a une enfant illégitime:
- Marguerite-Sophie (d. 1737), qui épouse Johann Fer en 1669.